# Jetstream (cómic)
Jetstream (Haroum al-Rashid) es un personaje  que aparece en los cómics publicados por Marvel Comics. Creado como parte del grupo conocido como los Infernales, que existe en el universo compartido principal de Marvel, conocido como el Universo Marvel. Su primera aparición fue en New Mutants #16.

## Biografía ficticia del personaje
Haroum Ibn al-Rashid Sallah nació en las montañas del Rif en Marruecos. Como Jetstream, él era un estudiante y alumno de la Reina Blanca y miembro del grupo original de los Infernales, el grupo de aprendices mutantes creados por el Club Fuego Infernal para ser un rival de los Nuevos Mutantes. Haroum se sintió obligado a formar parte del grupo pues le dieron la cibernética para frenar sus poderes y así no lesionarse. Él era la antítesis de Bala de Cañón, que también podía impulsarse por el aire y también era el líder del equipo. Participó en varias batallas contra los Nuevos Mutantes, sobre todo pequeñas competiciones, pero de vez en cuando se llevaba bien con los estudiantes bailando en fiestas de sociedad.
En la primera misión de los Infernales, Jetstream ayudó a capturar a Doug Ramsey y Kitty Pryde en la Mansión X. Cuando los Nuevos Mutantes fueron a rescatarlos Jetstream fue derrotado por Magma y peleó con su compañero Émpata. Los dos equipos decidieron resolver la disputa a su manera: un duelo entre Bala de Cañón y Jetstream y el ganador se quedaría con los cautivos. Jetstream perdió pero Emma Frost retrocedió en el tiempo con Sebastian Shaw para disuadir a los Nuevos Mutantes de recuperar a sus amigos. Kitty fue capaz de crear una distracción para que Magik pudiera transportar al equipo a un lugar seguro.
Más tarde, cuando los Nuevos Mutantes se encontraban en un estado de confusión emocional por haber sido asesinados y resucitados por el Todopoderoso, Emma Frost lo vio como su oportunidad de atacar y tomar el control. Convenció a Magneto, el actual líder del equipo, para permitir que los Nuevos Mutantes fueran a la Academia de Massachusetts para un asesoramiento psíquico, donde ella rápidamente les acepta en las filas de sus Infernales. Los dos equipos se mostraron muy unidos y Jetstream fue capaz de desafiar Bala de Cañón a otro duelo, pero los equipos se separaron cuando Magneto se dio cuenta de que sus emociones habían sido manipulados por Émpata para convencerlo de que renunciara a sus estudiantes.
Haroum más tarde usó su habilidad con los ordenadores para encontrar a Émpata, que había sido capturado por los Nuevos Mutantes. Más tarde repitió su desafío a Bala de Cañón en una gala del Club Fuego Infernal. También participó en captura del Viper y Samurái de Plata y en el intento fallido de capturar a Cabeza de Chorlito. Después de eso participará en un simulacro de ataque a la nueva recluta Magma durante una sesión de entrenamiento.
En la misión final del equipo, Jetstream fue junto con los Infernales con el fin de recuperar a la exmiembro Estrella de Fuego. La encontraron en las filas de los Nuevos Guerreros y sus líderes, Tai y la Reina Blanca, deciden tener una serie de peleas para ver quien se quedaría con ella, el equipo que derrotara a más miembros del otro la reclutaría. Este acuerdo era desconocido para los dos equipos ya que ya estaban luchando. Haroum fue derrotado por Nova dándole un puñetazo a través de una pared. Los Infernales como equipo pierden y se fueron a casa sin saber que perderían sus jóvenes vidas pronto.
Poco después, Emma organizó otra fiesta a la que asistieron los Infernales así como el equipo de los X-Men Gold. Fue allí donde Trevor Fitzroy, un miembro del grupo de villanos conocidos como Los Arribistas, irrumpió con el objetivo de matar a Emma para ganar puntos dentro del grupo. Los Infernales eran irrevelantes para él: Jetstream fue asesinado en el inicio del fuego cruzado por Fitzroy con el fin de alimentar su portal de teletransporte.

### Necrosha
Jetstream aparece en la portada de Nuevos Mutantes (vol. 3) # 7 junto con los otros Infernales fallecidos.

## Poderes y habilidades
Jetstream era un mutante que podía generar energía termoquímica, acompañada por plasma (un estado súper calentado de la materia) y los liberaba a través de su piel. Sólo podía liberar esta energía hacia abajo por debajo de él y el resultado era que lo impulsaba a través del aire como un cohete humano. También podía liberar energía por todos sus miembros, pudiendo así llegar cerca de la velocidad del sonido. Su cuerpo era inmune a los daños por el intenso calor liberado por estas descargas de energía y del plasma. Él no podía volar más allá de una cierta distancia indefinida sin agotar temporalmente sus poderes energéticos.
Sin embargo, el cuerpo de Jetstream era incapaz de soportar las tremendas energías que generaba y un día su piel quedó atrapada en fuego mientras volaba. Para salvarlo y permitirle usar su poder, el Club Fuego Infernal le proporcionó un sistema biónico de Industrias Frost. Entre estos sistemas había una mochila biónica que podía plegar en su cuerpo y que contenía dispositivos computarizados de exploración y navegación aérea y cohetes en sus muslos para ayudar mejor a contener, enfocar y controlar su poder.
Era un combatiente justo en la lucha mano-a-mano, habiendo sido entrenado en la Academia de Massachusetts. Él era también experto en el uso de ordenadores.